# Mrzkovice
Mrzkovice (německy Merskowitz) je vesnice, část města Světlá nad Sázavou v okrese Havlíčkův Brod. Nachází se asi 2 km na jihozápad od Světlé nad Sázavou. Prochází tudy železniční trať Čerčany – Světlá nad Sázavou a silnice II/150. V roce 2015 zde bylo evidováno 84 adres. V roce 2011 zde trvale žilo 143 obyvatel.
Mrzkovice je také název katastrálního území o rozloze 2,17 km2.

## Historie
V letech 1961–1980 sem patřila jako místní část vesnice Benetice.